# HB Tórshavn

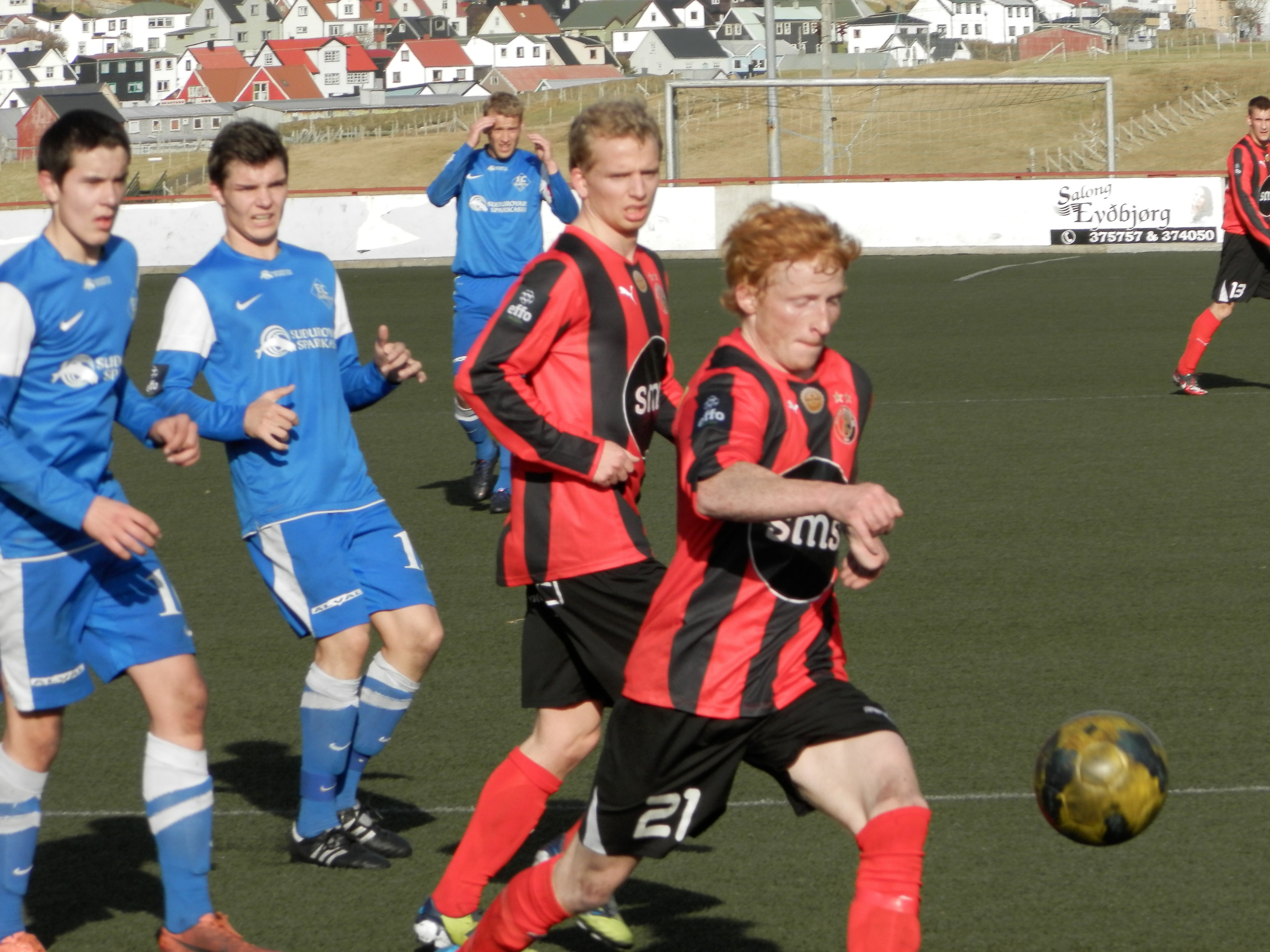
EL HB Tórshavn ante el FC Suðuroy el 23 de septiembre del 2012.

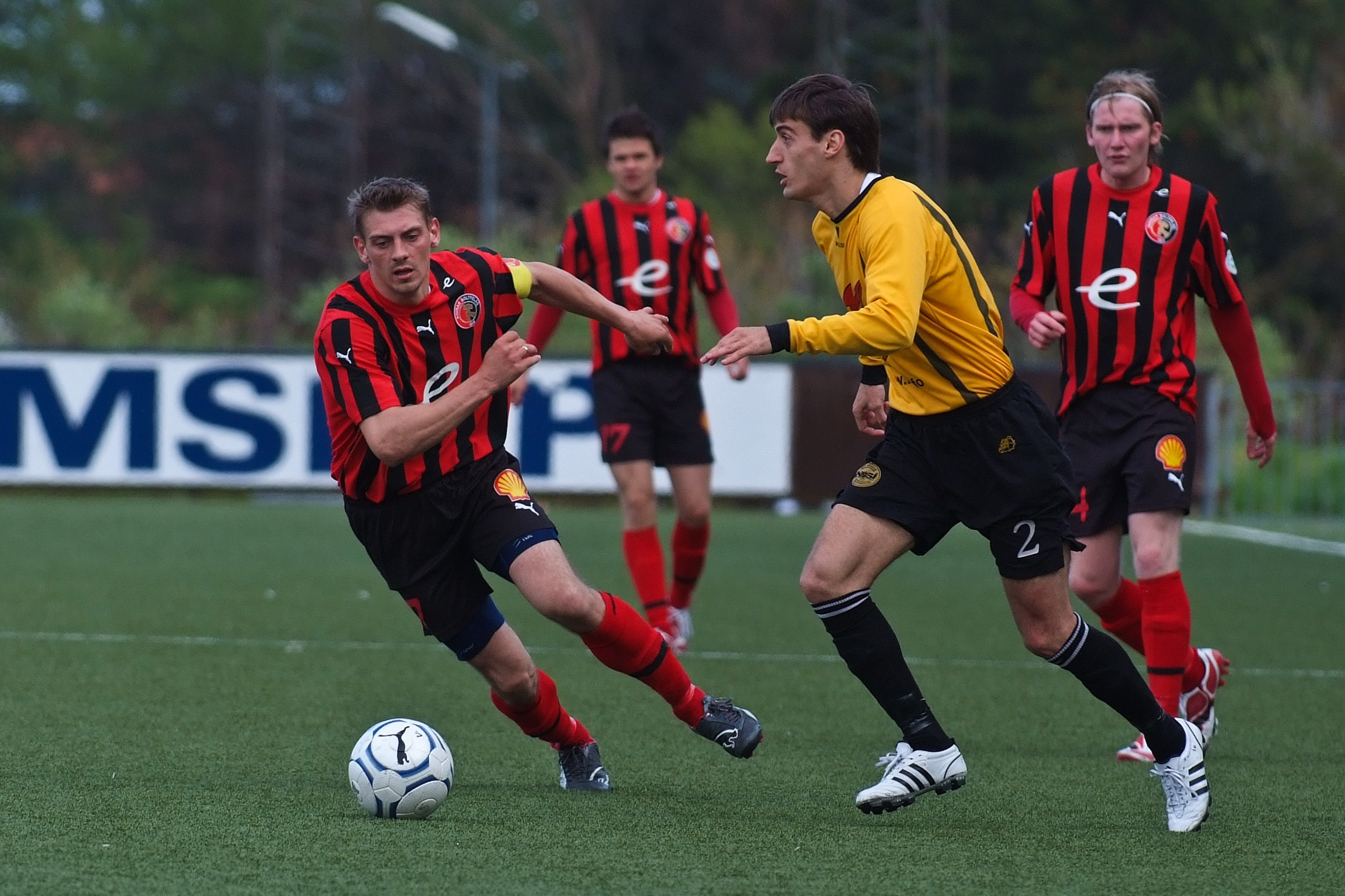
El HB Tórshavn ante el NSÍ Runavík en el 2008. A la izquierda está Fróði Benjaminsen.

El Havnar Bóltfelag Tórshavn (en español: Puertos Bóltfelag de Tórshavn) es el equipo de fútbol más antiguo de las Islas Feroe (Dinamarca), fundado en 1904. Juega en la Primera División de las Islas Feroe. Sus partidos los juega en su estadio llamado Gundadalur que tiene un aforo de 7500 personas aproximadamente.

## Historia
Fue uno de los equipos fundadores de la Primera División de las Islas Feroe en 1942, es el equipo más exitoso de las Islas Feroe, y también el primer equipo de Islas Feroe en competir en un torneo internacional en 1993, debido a que las Islas Feroe se afiliaron a la UEFA en 1990. Su debut fue ante el RAF Jelgava de Letonia por la Recopa de Europa de fútbol, avanzando a la siguiente ronda en la cual fue eliminado por el FC Universitatea Craiova de Rumania. Ha participado en cada temporada a nivel europeo, excepto en el 2002 y en la temporada 2012/13.

## Palmarés
- Primera División de las Islas Feroe: 24

1955, 1960, 1963, 1964, 1965, 1971, 1973, 1974, 1975, 1978, 1981, 1982, 1988, 1990, 1998, 2002, 2003, 2004, 2006, 2009, 2010, 2013, 2018, 2020.
- Copa de las Islas Feroe: 30

1955, 1957, 1959, 1962, 1963, 1964, 1968, 1969, 1971, 1972, 1973, 1975, 1976, 1978, 1979, 1980, 1981, 1982, 1984, 1987, 1988, 1989, 1992, 1995, 1998, 2004, 2019, 2020, 2023, 2024.
- Supercopa de las Islas Feroe: 6

2009, 2010, 2019, 2021, 2024, 2025

### Veteranía
- Old Boys - Meistarar 35+: 1
  - 2010[1]

- Old Boys - Meistarar 45+: 1
  - 2016[1]

### Divisiones Juveniles
- Primera División de las Islas Feroe Sub-21: 20

1967, 1969, 1970, 1971, 1974, 1978, 1981, 1982, 1983, 1987, 1988, 1992, 1993, 1994, 2000, 2001, 2003, 2006, 2011, 2014.
- Copa de las Islas Feroe Sub-21: 23

1967, 1969, 1971, 1973, 1974, 1975, 1978, 1980, 1981, 1982, 1983, 1986, 1989, 1999, 2000, 2004, 2006, 2011, 2014, 2015, 2017, 2018, 2019
- Primera División de las Islas Feroe Sub-17: 32

1950, 1954, 1961, 1966, 1967, 1968, 1969, 1972, 1973, 1974, 1976, 1977, 1978, 1979, 1980, 1981, 1985, 1986, 1988, 1989, 1990, 1991, 1998, 1999, 2000, 2004, 2008, 2013, 2016, 2017, 2018, 2019.
- Copa de las Islas Feroe Sub-17: 21

1967, 1968, 1972, 1975, 1976, 1978, 1979, 1981, 1982, 1988, 1998, 1999, 2000, 2001, 2003, 2004, 2008, 2009, 2013, 2016, 2017
- Primera División de las Islas Feroe Sub-15: 18

1977, 1985, 1987, 1988, 1989, 1990, 1996, 1997, 1998, 1999, 2000, 2001, 2007, 2008, 2014, 2015, 2016, 2017.
- Copa de las Islas Feroe Sub-15: 18

1993, 1995, 1998, 1999, 2000, 2001, 2007, 2010, 2013, 2014, 2015, 2016, 2017.
- Primera División de las Islas Feroe Sub-13: 24

1970, 1971, 1973, 1975, 1977, 1978, 1981, 1982, 1983, 1985, 1986, 1987, 1995, 1996, 1997, 1998, 2000, 2001, 2002, 2003, 2014, 2015, 2016, 2019.
- Primera División de las Islas Feroe Sub-11: 11

1983, 1985, 1986, 1991, 1995, 1996, 1998, 2000, 2003, 2004, 2009.

## Palmarés Femenino
- 1. deild kvinnur (7): 1986, 1988, 1989, 1993, 1994, 1995, 1999
  - Semifinales (1): 1985
  - Finalista (7): 1985, 1987, 1990, 1997, 1998, 2018, 2019
- 2. deild kvinnur (1): 2013[7]
- Faroese Women's Cup (6): 1990, 1996, 1998, 1999, 2001, 2019
  - Finalista (8): 1991, 2000, 2002, 2003, 2014, 2016, 2017, 2018

### Palmarés Divisiones Juveniles Femeninos
- Faroe Islands Premier League U-18 (6): 1987, 1988, 1998, 2003, 2013, 2014[8]
- Faroe Islands Cup U-18 (7): 1996, 1998, 2001, 2003, 2009, 2012, 2014[8]
- Faroe Islands Premier League U-15 (10): 1987, 1995, 1996, 2000, 2001, 2006, 2007, 2011, 2018, 2019[9]
- 'Faroe Islands Cup U-15 (4): 1996, 2001, 2006, 2007[9]
- Faroe Islands Premier League U-13 (6): 1995, 1998, 1999, 2005, 2016, 2019[10]
- 'Faroe Islands Cup U-13 (1): 2019[10]
- Faroe Islands Premier League U-11 (4): 1997, 2004, 2008, 2009[11]

## Jugadores

### Jugadores destacados
- Heine Fernandez
- Uni Arge
- Jan Dam
- Levi Hanssen
- Jón Rói Jacobsen
- Rógvi Jacobsen
- Kaj Leo Johannesen
- Julian Johnsson
- Gunnar Nielsen
- Vagnur Mohr Mortensen

## Entrenadores desde 1984
- Sverri Jacobsen (1984)
- Jóhan Nielsen (1987–89)
- Jógvan Nordbúð (1990–91)
- Sverri Jacobsen (1992–93)
- Jóannes Jakobsen (1994–95)
- Jóhan Nielsen (1996–97)
- Oddbjørn Joensen (11 de junio de 1997–97)
- Ion Geolgău (1997–02)
- Jóannes Jakobsen & Kári Nielsen (2002)
- Frank Skytte (2003)
- Heine Fernandez (2004–05)
- Julian Frank Hansen (2005)
- Krzysztof Popczyński (1 de enero de 2006–27 de junio de 2007)
- Julian Frank Hansen (2005)
- Krzysztof Popczyński (1 de enero de 2006–27 de junio de 2007)
- Heðin Askham (interino) (1 de julio de 2007–31 de junio de 2007)
- Albert Ellefsen (2007)
- Rúni Nolsøe (2008)
- Rúni Nolsøe & Sámal Erik Hentze (1 de agosto de 2008–31 de diciembre de 2009)
- Kristján Guðmundsson (1 de enero de 2010–30 de septiembre de 2010)
- Julian Hansen (19 de septiembre de 2010–18 de junio de 2011)
- Sigfríður Clementsen (1 de junio de 2011–31 de diciembre de 2012)
- Oddbjørn Joensen & Fróði Benjaminsen (octubre de 2012–diciembre de 2013)
- Heðin Askham (enero de 2014-noviembre de 2017)
- Heimir Gudjonsson (noviembre de 2017-diciembre de 2019)
- Jens Berthel Askou (enero de 2020-enero de 2021)[12]
- Jonas Dal (enero de 2021 – junio de 2021)
- Kevin Schindler &  Allan Dybczak (agosto de 2021 – enero de 2022)
- Kim Engstrøm (enero de 2022 – mayo de 2022)
- Dalibor Savic (mayo de 2022 – abril de 2023)
- Jákup Martin Joensen (abril de 2023 - noviembre de 2023)
- Adolfo Sormani (noviembre de 2023 – presente)

## Participación en competiciones de la UEFA
| Temporada | Torneo                   | Ronda              | Club                  | Casa         | Visita       | Global       |
| --------- | ------------------------ | ------------------ | --------------------- | ------------ | ------------ | ------------ |
| 1993–94   | UEFA Cup Winners' Cup    | Clasificatoria     | RAF Jelgava           | 3–01         | 0–1          | 3–1          |
| 1993–94   | UEFA Cup Winners' Cup    | 1                  | Universitatea Craiova | 0–3          | 0–4          | 0–7          |
| 1994–95   | UEFA Cup                 | Preliminar         | Motherwell            | 1–4          | 0–3          | 1–7          |
| 1995      | UEFA Intertoto Cup       | Grupo 3            | Universitatea Cluj    | 0–0          | n/a          | 4º Lugar     |
| 1995      | UEFA Intertoto Cup       | Grupo 3            | Tromsø                | n/a          | 0–10         | 4º Lugar     |
| 1995      | UEFA Intertoto Cup       | Grupo 3            | Germinal Ekeren       | 1–1          | n/a          | 4º Lugar     |
| 1995      | UEFA Intertoto Cup       | Grupo 3            | FC Aarau              | n/a          | 1–6          | 4º Lugar     |
| 1996–97   | UEFA Cup Winners' Cup    | Clasificatoria     | Dinamo Batumi         | 0–3          | 0–6          | 0–9          |
| 1997–98   | UEFA Cup Winners' Cup    | Clasificatoria     | APOEL Nicosia         | 1–1          | 0–6          | 1–7          |
| 1998–99   | UEFA Cup                 | 1.ª Clasificatoria | VPS Vaasa             | 2–0          | 0–4          | 2–4          |
| 1999–00   | UEFA Champions League    | Clasificatoria     | FC Haka               | 1–1          | 0–6          | 1–7          |
| 2000      | UEFA Intertoto Cup       | 1                  | FC Tatabánya          | 0–4          | 0–3          | 0–7          |
| 2001–02   | UEFA Cup                 | Clasificatoria     | Grazer AK             | 2–2          | 0–4          | 2–6          |
| 2003–04   | UEFA Champions League    | 1.ª Clasificatoria | FBK Kaunas            | 0–1          | 1–4          | 1–5          |
| 2004–05   | UEFA Champions League    | 1.ª Clasificatoria | WIT Georgia           | 3–0          | 0–5          | 3–5          |
| 2005–06   | UEFA Champions League    | 1.ª Clasificatoria | FBK Kaunas            | 2–4          | 0–4          | 2–8          |
| 2006      | UEFA Intertoto Cup       | 1                  | Dinaburg              | 0–1          | 1–1          | 1–2          |
| 2007–08   | UEFA Champions League    | 1.ª Clasificatoria | FH Hafnarfjörður      | 0–0          | 1–4          | 1–4          |
| 2008      | UEFA Intertoto Cup       | 1                  | IF Elfsborg           | 1–4          | 0–0          | 1–4          |
| 2009–10   | UEFA Europa League       | 2.ª Clasificatoria | AC Omonia             | 1–4          | 0–4          | 1–8          |
| 2010–11   | UEFA Champions League    | 2.ª Clasificatoria | Red Bull Salzburg     | 1–0          | 0–5          | 1–5          |
| 2011–12   | UEFA Champions League    | 2.ª Clasificatoria | Malmö FF              | 1–1          | 0–2          | 1–3          |
| 2013–14   | UEFA Europa League       | 1.ª Clasificatoria | ÍBV                   | 0–1          | 1–1          | 1–2          |
| 2014–15   | UEFA Champions League    | 1.ª Clasificatoria | Lincoln Red Imps      | 5–2          | 1–1          | 6–3          |
| 2014–15   | UEFA Champions League    | 2.ª Clasificatoria | FK Partizan           | 1–3          | 0–3          | 1–6          |
| 2015–16   | UEFA Europa League       | 1.ª Clasificatoria | FK Trakai             | 1–4          | 0–3          | 1–7          |
| 2016-17   | UEFA Europa League       | 1.ª Clasificatoria | FC Levadia Tallinn    | 0-2          | 1-1          | 1–3          |
| 2019–20   | UEFA Champions League    | 1.ª Clasificatoria | HJK                   | 2–2          | 0–3          | 2–5          |
| 2019–20   | UEFA Europa League       | 2.ª Clasificatoria | Linfield              | 2–2          | 0–1          | 2–3          |
| 2020-21   | UEFA Europa League       | Ronda Preliminar   | Glentoran             | 0–1 (Visita) | 0–1 (Visita) | 0–1 (Visita) |
| 2021-22   | UEFA Champions League    | Ronda Preliminar   | Inter Club d'Escaldes | 0–1          | 0–1          | 0–1          |
| 2021-22   | Europa Conference League | 2.ª Clasificatoria | Budućnost             | 4–0          | 2–0          | 6–0          |
| 2021-22   | Europa Conference League | 3.ª Clasificatoria | Maccabi Haifa         | 1–0          | 2–7          | 3–7          |
| 2022-23   | Europa Conference League | 1.ª Clasificatoria | Newtown               | 1-0          | 1-2          | 2-2 (2-4 p)  |
| 2023-24   | Europa Conference League | 1.ª Clasificatoria | Derry City            | 0-0          | 0-1          | 0-1          |
| 2024-25   | Europa Conference League | 2.ª Clasificatoria | Hajduk Split          | 0-0          | 0-2          | 0-2          |
| 2025-26   | Europa Conference League | 2.ª Clasificatoria | Brøndby               | 1-1          | 0-1          | 1-2          |

Nota
1- Acreditado por la UEFA por el abandono del RAF Jelgava.

### Récord europeo
| Torneo                        | J  | G | E  | P  | GF | GC  |
| ----------------------------- | -- | - | -- | -- | -- | --- |
| UEFA Champions League         | 20 | 3 | 5  | 12 | 19 | 51  |
| UEFA Cup / UEFA Europa League | 16 | 1 | 4  | 11 | 11 | 40  |
| UEFA Europa Conference League | 8  | 4 | 1  | 3  | 11 | 11  |
| UEFA Cup Winners' Cup         | 8  | 1 | 1  | 6  | 4  | 24  |
| UEFA Intertoto Cup            | 10 | 0 | 4  | 6  | 4  | 30  |
| TOTAL                         | 64 | 9 | 15 | 40 | 49 | 158 |

## Récords
- Mayor victoria en torneos de liga: HB vs. ÍF Fuglafjørður 14-1 (1971)
- Peor derrota en torneos de liga: HB vs. B36 0-10 (1945)
- Mayor victoria: HB vs. Skansin Tórshavn (División 4) 22-0 (1995)
- Peor derrota en copa: TB Tvøroyri vs. HB 6-2 (1977)
- Mayor victoria en Europa: HB vs. WIT (Georgia) 3-0 (2004) Liga de Campeones de la UEFA
- Peor derrota en Europa: Tromsø IL (Noruega) vs. HB 10-0 (1995) Copa Intertoto